# Grundstoffindustrie
Mit Grundstoffindustrie (englisch industry of primary commodities) bezeichnet man Bereiche der Industrie, die Grundstoffe abbauen oder gewinnen sowie zur Weiterverarbeitung in anderen Wirtschaftszweigen aufbereiten. Der Begriff ist unklar definiert, da dies schon für die Grundstoffe gilt. Diese sind oft schwer von Halbfabrikaten, Rohstoffen oder Zwischenprodukten abzugrenzen, weil Industrierohstoffe im Produktionsprozess stets auch Ausgangsstoffe der weiteren industriellen Fertigung sind.

## Allgemeines
Die Grundstoffindustrie gehört zum primären Sektor der Urproduktion und verarbeitet Primärrohstoffe wie Agrarprodukte, Erdgas, Erdöl, Erze, Kohle, Metalle, Mineralien, Nutzholz oder Salze zu Grundstoffen für die Industrieproduktion. Zur Grundstoffindustrie gehören unter anderem Bergbau, chemische Industrie, eisenschaffende Industrie, Energiewirtschaft oder Holzindustrie. Nach Produktkategorien gibt es die Mineralölindustrie mit Vorleistungsgütern an die Chemische Industrie, Bergbau mit Vorleistungen an Hüttenwerke und Rohstoffgewinnung mit Vorleistungen an Holz-, Glas- und Keramikindustrie.

## Weiteres
Im Anfangsstadium einer Industrialisierung bestimmen die Urproduktion und die Grundstoffindustrie das Wirtschaftswachstum und auch das Verkehrsaufkommen. Der Grundstoffindustrie gehören überwiegend anlagenintensive und energieintensive Großunternehmen an, denn der große Kapitalbedarf wird für das mit viel Energie betriebene Sachanlagevermögen benötigt. Deshalb dominieren in der Gewinn- und Verlustrechnung die Abschreibungen und Energiekosten. Großunternehmen können wegen der nutzbaren Fixkostendegression auch die Economies of scale ausnutzen.
In der Nachkriegszeit zwang das Investitionshilfegesetz vom 7. Januar 1952 die deutsche gewerbliche Wirtschaft, der Grundstoffindustrie eine Investitionshilfe zu gewähren, um deren Kapitalbedarf zu decken.